# Middle European Volleyball Zonal Association
La Middle European Volleyball Zonal Association, conosciuta anche con l'acronimo di MEVZA, è una federazione sportiva di pallavolo e beach volley, afferente alla CEV, che riunisce otto federazioni nazionali dell'area dell'Europa centrale.

## Storia
La Middle European Volleyball Zonal Association venne fondata il 19 ottobre 2002 a Schwechat: aderirono le federazioni d'Austria, Croazia, Repubblica Ceca, Slovacchia, Slovenia, Svizzera e Ungheria. 
Nel 2004, la Svizzera, per motivi geografici, abbandonò la federazione; nel 2016 venne accettata la richiesta d'ingresso d'Israele e nel 2018 quella di Cipro.

## Federazioni affiliate
| Codice | Paese      | Federazione                        |
| ------ | ---------- | ---------------------------------- |
| AUT    | Austria    | Österreichischer Volleyballverband |
| CYP    | Cipro      | Kypriaki Omospondia Petosfairisis  |
| HRV    | Croazia    | Hrvatski odbojkaški savez          |
| ISR    | Israele    | Igud HaKadur'af BeIsrael           |
| CZE    | Rep. Ceca  | Český Volejbalový Svaz             |
| SVK    | Slovacchia | Slovenská Volejbalová Federácia    |
| SVN    | Slovenia   | Odbojkarska Zveza Slovenije        |
| HUN    | Ungheria   | Magyar Röplabda Szövetség          |

## Competizioni per club
- Middle European League femminile
- Middle European League maschile